# ムクロヒメ＜骸姫＞
『ムクロヒメ＜骸姫＞』は龍炎狼牙による漫画作品。「月刊コミックアライブ」（メディアファクトリー）において2006年から2007年まで連載された。全10話。現代社会を舞台に怪物たちと戦い続ける少女と、彼女と出会った少年の物語。

## 概要
槌谷匡は幼少時に目の前で妹を怪物に奪われた。だがその話は大人達に信用されず、妹は行方不明として扱われた。それから10年が経ち高校生となった匡の前に一人の無愛想な少女・安満鉦命が転校生として現れる。命は人知れず怪物を探し出し、凶悪に変貌する右腕を使って怪物を屠っていた。孤独な戦いを続ける命を匡は放っておくことができず、霊媒師・篝火燐の助けを借りて、匡は命を守る力として自身の霊力を開花させていく。
「月刊コミックアライブ」2006年8月号から2007年6月号まで連載。成人向け雑誌を中心に活動していた作者にとって初めての一般向け雑誌連載となった。表題は＜＞に挟まれた漢字表記までを含めて正式名称である。登場人物の篝火燐は同作者による成人向け作品『魔討綺譚ZANKAN!』にも登場しており、世界観が共通している可能性を匂わせている。生まれながらに体を怪物に奪われ、怪物を倒すことで体を一部ずつ取り戻していく流れには『どろろ』の影響がうかがわれる。

## 登場人物
安満鉦命（あまがね みこと）
怪物と戦う少女。高校生。怪物達からはムクロヒメと呼ばれる。普段は封じている右腕は戦いに際して怪物のように変わる。母の胎内にいるうちに怪物達に襲われ、怪物の体を繋ぎ合わせた姿で産み落とされた。仇を倒すたびその怪物に奪われた体の部分を取り戻す。また調伏した怪物を体内に封じ、怪物が従うなら右腕を通じてその能力を使役できる。
槌谷匡（つちや たすく）
男子高校生。一般人だが高い霊力を持ち、それを見抜いた燐に貸し与えられた篭手を通じて力を発揮する。命にはできない、憑き物を祓う能力がある。
明璃（あかり）
匡の妹。匡が見ている前で異形の左腕に空間の裂け目へと引きずり込まれた。その腕は命の右腕と酷似している。
篝火燐（かがりび りん）
霊媒師。露出の多い巫女風の装束をまとう。様々な霊的道具を駆使して怪物達と渡り合う。金にうるさい。
夜魅（やみ）
少女の姿を取る狐の妖怪。実力者の父を持ち、ヤミヒメと呼ばれる。
飯綱（いづな）
強力な妖狐。夜魅の父親。夜魅には優しく接するが、それでも威圧感を与えずにはおれない。管狐を使役する。

## 単行本
- 1巻 2006年12月31日発行（12月22日発売） ISBN 978-4-8401-1651-0
- 2巻 2007年6月30日発行（6月23日発売） ISBN 978-4-8401-1922-1